# Trioza exoterica
Trioza exoterica är en insektsart som beskrevs av Yang 1984. Trioza exoterica ingår i släktet Trioza och familjen spetsbladloppor. Inga underarter finns listade i Catalogue of Life.